# Gustave-Edouard-Victor Vallat
Gustave-Edouard-Victor Vallat, francoski general, * 1878, † 1961.